# Mansour bin Zayed Al Nahyan
Mansour bin Zayed bin Sultan bin Zayed bin Khalifa Al Nahyan (rođen 20. studenoga 1970.), često nazivan "šeik Mansour", je emiratski političar, zamjenik premijera Ujedinjenih Arapskih Emirata, ministar predsjedničkih poslova i član kraljevske obitelji Abu Dhabija. Polubrat je trenutnog predsjednika UAE Khalife bin Zayeda Al Nahyana. 
Također je predsjednik ministarskog vijeća za usluge, Emirates Investment Authority i Emirates Racing Authority. Sjedi u Vrhovnom naftnom vijeću i odborima brojnih investicijskih kompanija, uključujući International Petroleum Investment Company (IPIC, Međunarodna naftna investicijska tvrtka) i Abu Dhabi Investment Council (ADIC, Investicijsko vijeće Abu Dhabija).

Mansour također posjeduje udjele u brojnim poslovnim pothvatima, uključujući Virgin Galactic i Sky News Arabia. Također je vlasnik privatne Abu Dhabi United Group (ADUG), specijalizirane investicijske tvrtke koja je u rujnu 2008. godine kupila nogometni klub Manchester City, iako je svu odgovornost i vlasništvo odmah predao Khaldoonu Al Mubaraku i holdingu City Football Group koji od tada nadzire značajne transformacije u klubu. Major League Soccer iz SAD-a objavio je da će njegov drugi klub u New Yorku, koji će se zvati FC New York City, početi igrati u sezoni 2015. i da će biti u većinskom vlasništvu Mansoura u suradnji s braćom Halom i Hankom Steinbrenner. 